# Fresia Rojas
Fresia Ester Rojas Alvarado (Santiago de Chile, 26 de noviembre de 1940) es una entomóloga chilena.

## Biografía
Desde su niñez, Fresia Rojas mostró interés por los animales y las plantas. Su predilección por la entomología se dio al fijarse en las abejas que había en las flores de una plantación de zapallos. Aunque fue picada por una de las abejas, decidió observarlas y no molestarlas. Según ella cuenta, su temperamento tímido la hizo dedicarse por completo a la observación de la naturaleza, donde encontraba tranquilidad, además de desarrollar un sentido de observación e investigación.
Se crio en un ambiente que fomentaba las charlas familiares. Con sus padres y hermanos solía hablar acerca de libros, política y las noticias nacionales e internacionales. Su padre pertenecía a la policía política y su madre era contable, aunque no ejercía.
Cursó sus estudios secundarios en el Liceo de Niñas n° 5, del que egresó en 1959. Quiso seguir estudios universitarios de Pedagogía en Filosofía, sin embargo, sus padres se opusieron. Terminó optando por la carrera de Profesora de Biología en la Pontificia Universidad Católica de Valparaíso (PUCV). Se tituló como profesora de Biología y Licenciada en Filosofía en 1965.
En 1972 se casó con Ariel Camousseight, investigador y entomólogo como ella, y tuvieron dos hijos.

## Trayectoria
Fresia Rojas desarrolló rápidamente su amor hacia la Zoología y la Entomología, llegando incluso a desempeñarse como ayudante de laboratorio de la cátedra de Entomología. En la PUCV se  integró el Laboratorio de Zoología dirigido por Haroldo Toro, quien dirigió su tesis doctoral sobre abejas silvestres de la zona de Valparaíso, titulada Los Anthidiinae de la provincia de Valparaíso (Hymenoptera – Apoidea) y con el mérito de ser el primer estudio en Chile sobre estas abejas autóctonas. Sobre esa época universitaria comentóː

“Todos abordamos temas originales. Queríamos conocer las distintas especies que existían en Valparaíso. Pienso que ahora, medio siglo después de nuestras tesis, todavía es posible hacer cosas originales debido a que nunca ha habido el suficiente número de entomólogos en el país como para estudiar el vasto mundo de los insectos”

Ejerció Como profesora de la cátedra Laboratorio de Entomología y de Biología General en la Universidad Iberoamericana de Ciencia y Tecnología entre 1994 y 2000.
Es doctora en Biología Animal y Ecología de la Universidad Claude Bernard, de Lyon, Francia, especialista en taxonomía, y desde 2013 Curadora Emérita del Área de Entomología del Museo Nacional de Historia Natural de Chile, área en la que se desempeñó durante 19 años.
Sus aportes fueron en insectos de los órdenes Trichoptera e Hymenoptera.

### Labor en el Museo Nacional de Historia Natural
En 1966 Fresia Rojas llegó, desde Valparaíso, a trabajar al Museo Nacional de Historia Natural de Santiago, con Vicente Pérez D'Angello, Jefe de la Sección de Entomología, recomendada por Toro. Se adaptó rápidamente, además de la buena acogida de Pérez D'Angello, el museo era un lugar que ella conocía por visitarlo en muchas ocasiones previas. Asimismo, trabó amistad con la botánica Mélica Muñoz, quien ingresó el mismo año 1966 a trabajar en la Sección de Botánica.
Sus inicios en el MNHN fueron ad honorem, porque no fue contratada inmediatamente y estuvo en una especie de lista de espera, trabajando sin saber si le pagarían durante esa situación. Por esta razón debió ejercer la docencia en varios liceos para asegurarse ingresos. Concentraba las clases en un día a la semana y a veces llegó a impartir 14 horas lectivas.
Una de sus primeras labores en el museo fue trabajar en la recuperación de las colecciones entomológicas, que entonces se encontraban en muy mal estado. Esto se debía a la falta de personal en la sección, especialmente de alguien que se encargase de conservara las colecciones ya que estaban generalmente en manos de personas  voluntarias que carecían de los conocimientos técnicos adecuados. Rojas se encargó de esa labor junto al entomólogo Juan Moroni.
Entre 1966 y 1970 fue Ayudante de Investigación de la sección, donde estudió las diferentes especies de Hymenoptera. Paralelamente mantuvo su trabajo con Haroldo Toro, e incluso descubrieron dos especies de abejas Isepeolus. También se unió a la Sociedad Chilena de Entomología (SCHE) en 1966, espacio donde pudo interactuar con otros entomólogos. Fue Presidenta de esta Sociedad, y en 2006 inauguró la Biblioteca Pupa, perteneciente a la Sociedad Chilena de Entomología y que se ubica al interior del Museo Nacional de Historia Natural. Su implicación estuvo motivada por el deseo de colaborar en mantener la tradición entomológica de Chile, interactuar con colegas de profesión de otras instituciones del país y también del extranjero además de difundir el conocimiento a través de congresos, charlas y artículos en la revista de la SCHE.
En 1970 Fresia Rojas fue ascendida al cargo de Jefa de Laboratorio del Área de Entomología, donde concentró sus esfuerzos al estudio de especies de Hymenoptera. Allí conoció al que sería su marido, Ariel Camousseight y su Jefe durante más treinta años. Ese mismo año, paralelamente a su cargo en el MNHN, fue profesora auxiliar den el Laboratorio de Zoología en la Escuela de Agronomía de la Universidad de Chile.

### Golpe de Estado de 1973
El derrocamiento de Salvador Allende mediante un golpe de Estado el 11 de septiembre de 1973 y la instalación de la dictadura comandada por Augusto Pinochet trajo consecuencias para Chile y también para Fresia Rojas, quien se manifestó como seguidora del gobierno de la Unidad Popular. Luego de la llegada de Pinochet al poder, los funcionarios públicos que mostraron sus simpatías por Allende fueron exonerados de sus cargos. El decreto de exoneración incluso prohibía que Fresia Rojas ingresara a las salas de exhibición del MNHN.
De esta manera, entre 1973 y 1980 Fresia Rojas tuvo que volver a ejercer la docencia de la biología en colegios, e incluso obtuvo un postítulo de Consejera Educacional y Vocacional en la Pontificia Universidad Católica. A pesar de todo, se mantuvo como parte de la Sociedad Entomológica de Chile, participando en cursos y congresos.

### Estudios en Francia
Con motivo de la beca conseguida en 1981 por Camousseight, para realizar un doctorado en la Universidad Claude Bernard, en Lyon, Francia, toda la familia se trasladó a Europa. Una vez allí, Fresia Rojas se matriculó para estudiar el doctorado de Biología Animal y Ecología, del que se tituló en 1985 con una tesis que se centró en el estudio de los Tricópteros. Poco después regresaron a Chile, donde ella retomó la docencia.

### Regreso al MNHN
Para Fresia Rojas, el MNHN era el único lugar donde quería estarː

“una aspiración que también obedecía a la necesidad de afirmación y empoderamiento existencial, de no seguir sintiendo esa vulnerabilidad y esa impotencia tan grande que me surgió cuando en 1973 me echaron de la noche a la mañana”.

De vuelta en Chile, se postuló en una primera ocasión a un puesto en el museo, el cual no obtuvo. En 1991, ya con Pinochet fuera del poder y la democracia restablecida en Chile, Fresia Rojas fue aceptada en la institución de la cual fue expulsada en 1973. Su regreso se dio con un puesto que era varios grados menor al que debió dejar tras el golpe de Estado, como investigadora. A pesar de eso, aceptó volver al museo que dedicó toda su vida laboral. En esos años, el MNHN era dirigido por el Profesor de Biología, Luis Capurro.
Su vuelta al museo significó retomar el estudio de Hymenopteras, y también de estudios y recolección de Trichopteras (también conocidas como «polillas de agua»), especies que estudió en Francia y que en Chile todavía no  tenían estudios hechos, y en el MNHN solamente había algunos ejemplares adultos de esta especie. Estos estudios concluyeron con el descubrimiento de Rojas de una nueva especie que fue bautizada en su honor, Pangullia Rojas. Siguió con el estudio del orden Trichoptera, cambiando su línea de investigación -centrada en Hymenoptera- y le supuso un gran cambio, pues comenzó el estudio de esta especie prácticamente desde cero, sobresaliendo el estudio de las formas acuáticas. Entre las motivaciones para analizar este orden estuvo  la aplicación en todo el mundo de estas especies como indicadores de contaminación en el agua dulce.

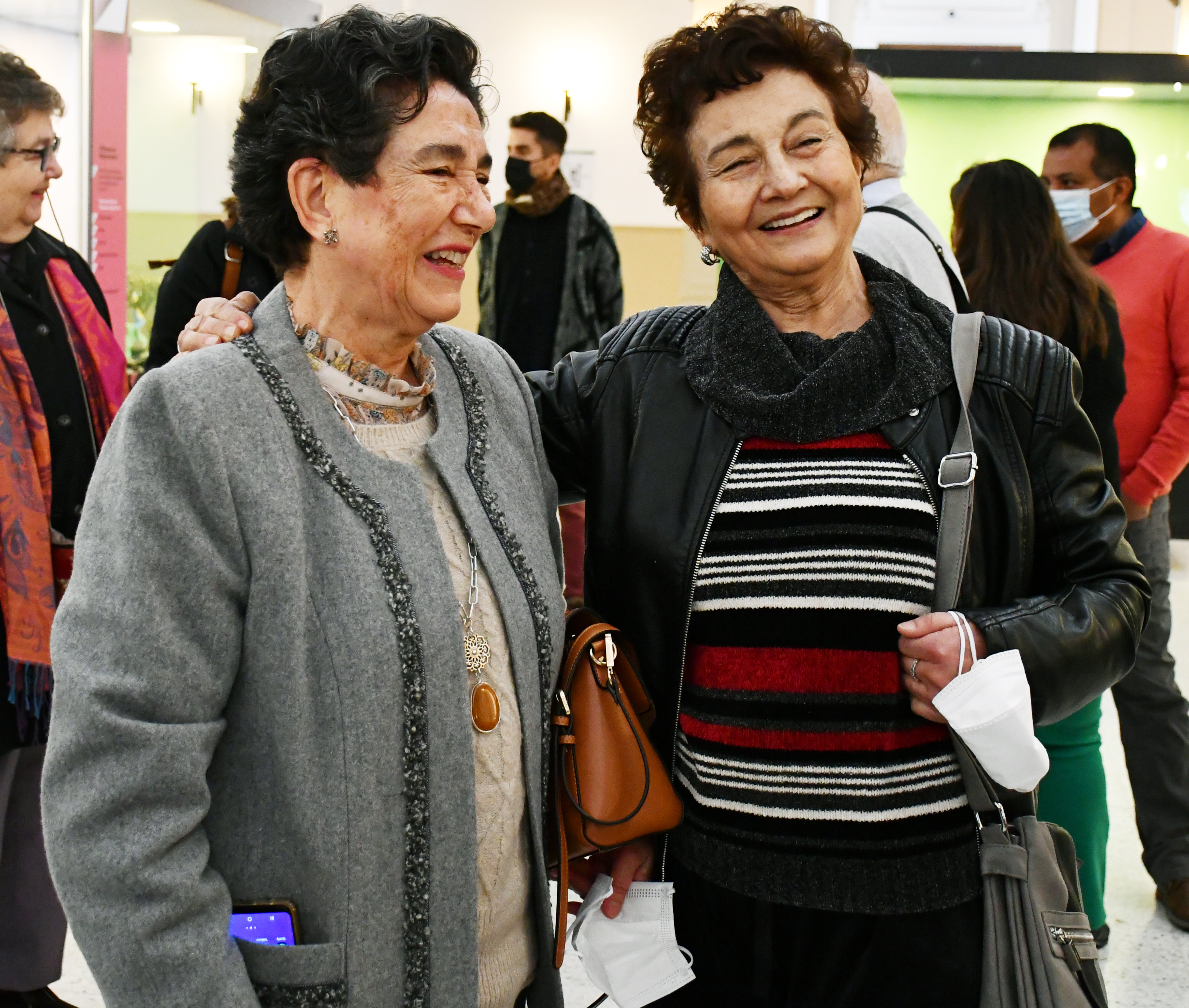
Mélica Muñoz y Fresia Rojas, Curadoras Eméritas del Museo Nacional de Historia Natural de Chile, en el Aniversario 192 del MNHN

Otra de las tareas que realizó al máximo nivel en el MNHN fue la de ordenar, clasificar, revisar, establecer colecciones y generar publicaciones científicas además de dar cuenta de la biodiversidad y colaborar en la difusión del patrimonio natural del país.

### Expediciones
Participó en el "Primer Taller Internacional de Desarrollo de Instituciones para la Gestión de la Biodiversidad" celebrado en Costa Rica en el año 1993. Realizó varias expediciones que le permitieron conocer la diversidad ecológica de este territorio protegido.
Entre otras expediciones que realizó Rojas Alvarado, destaca la de 1999, financiada por la Unión Europea y la participación del Raleigh International, CONAF y el MNHN, en 1999. Dentro del proyecto “Diversidad  Biológica  de  Aysén,  Manejo  Sustentable de Áreas Silvestres Protegidas en la Región de Aysén”, se trató de recolectar insectos contando con la participación de jóvenes ingleses. Esto supuso que años después, en 2003 fuese invitada al Museo de Historia Natural de Londres, como profesora visitante. Durante un mes, estudió algunos de los Trichopteros chilenos recolectados en el siglo XIX y principios del XX.

### Últimos años
En 2013, a los 73 años, Fresia Rojas se jubiló, pero sigue trabajando en los laboratorios del Área de Entomología del MNHN, en calidad de Curadora Emérita, donde entre otras cosas, trabaja en un libro sobre los Trichoptera. También participa en charlas formativas y divulgativas organizadas por diversas instituciones.

## Premios y reconocimientos
Su biografía figura en la web del Museo Nacional de Historia Natural de Chile, dentro de la iniciativa Mujeres en la Ciencia iniciada en 2008.
La Sociedad Chilena de Entomología, en 2018 la nombró socia honoraria, como reconocimiento a su labor durante décadas en el MNHN y sus aportaciones a la entomología en Chile.
Recordando su trayectoria profesional, Rojas Alvarado mencionó en alguna ocasión que todos los reconocimientos recibidos tuvieron una "pequeña nube negra" atribuida al machismo chileno y puso como ejemplos que cuando regresó de Francia con su doctorado -al igual que su marido- se dirigían a él como “doctor Camousseight” y a ella como “señora Fresia”.